# Biagio Rebecca
Pour les articles homonymes, voir Rebecca.
Biagio Rebecca ARA, né en 1735 et mort le 22 février 1808 à Londres, est un peintre d'histoire et d'ornements.

## Biographie
Biagio Rebecca est né en 1735, à Osimo, près d'Ancône, dans les Marches, et fait son apprentissage à Rome[réf. souhaitée].
En Angleterre, il s'est fait connaître pour ses scènes néoclassique issues de la mythologie, travaillant souvent sur des projets décoratifs en collaboration avec Robert Adam, par exemple à Harewood House et à Kedleston Hall. Il a également décoré Heaton Hall à Prestwich, près de Bury, Lancashire et peint des  fresques au plafond du Pavillon de la Marine à Brighton. Avec Angelica Kauffman,il a peint l'ancienne salle de conférence à Somerset House, qui abritait alors la Royal Academy.
Il a été employé par Sir John Griffin pour peindre à Audley End House. Vers la fin de 1772, Ann White, servante à la maison, donna naissance à son fils illégitime, John Biagio Rebecca. Rebecca reconnut qu'il était le père et accepta de déposer 100 livres sterling à Sir John Griffin Griffin pour le soutien de l'enfant, se déchargeant ainsi de toute autre responsabilité envers lui ou sa mère. Une note dans le registre des baptêmes de Saffron Walden, comme « un artiste des plus ingénieux qui a été employé par Sir John Griffin, à Audley End, pour peindre le plafond et les panneaux de votre petit salon sud, et plusieurs portraits de famille dans la grande salle au-dessus de la salle à manger !!! »,. John Biagio Rebecca est devenu un architecte respecté.
Il expose quatre œuvres à la Royal Academy en 1770-02, et a été élu membre Associé de l'Académie en 1771.
Il meurt le 22 février 1808 à Londres.